# هندوستان

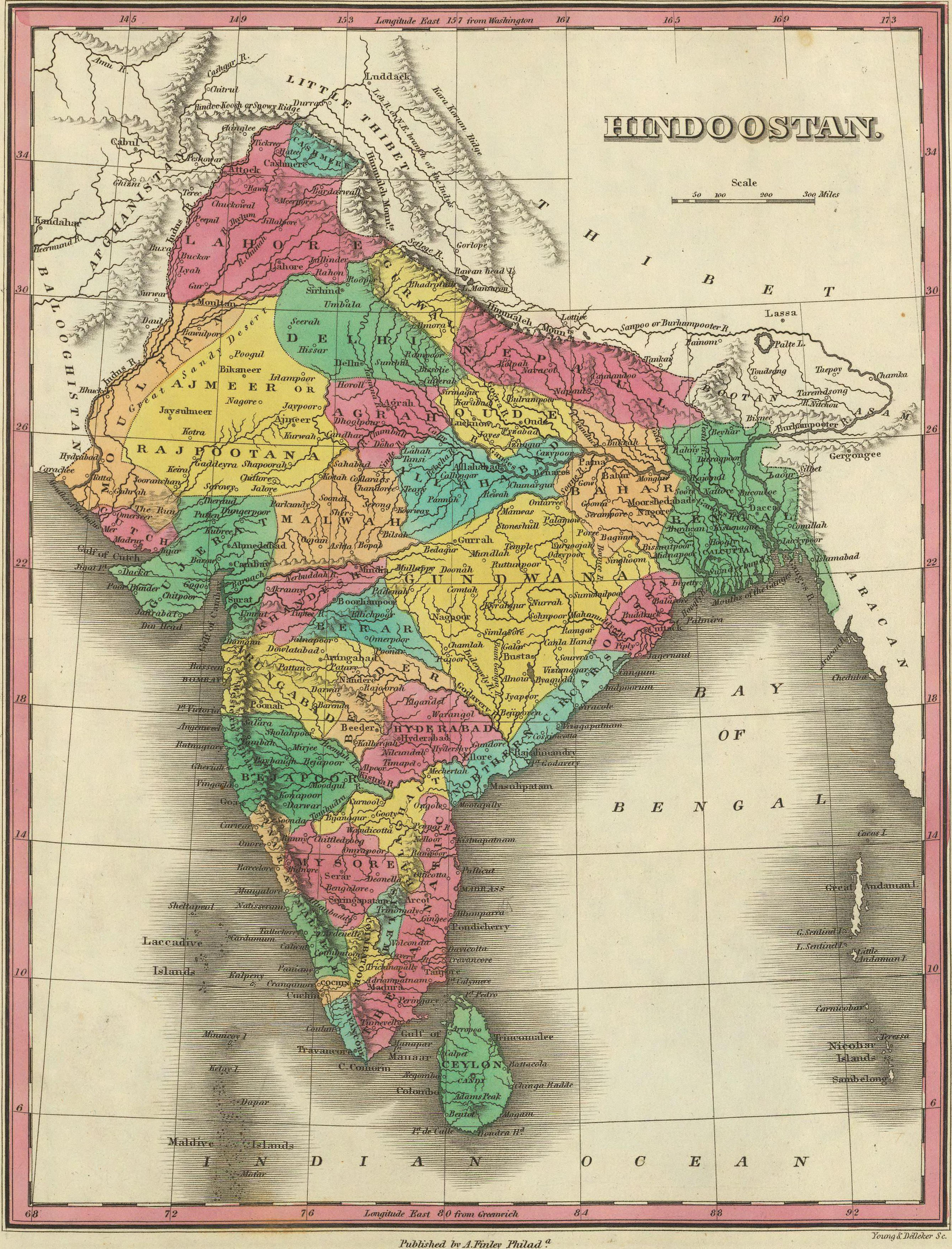
نقشهٔ هندوستان، ۱۸۳۱

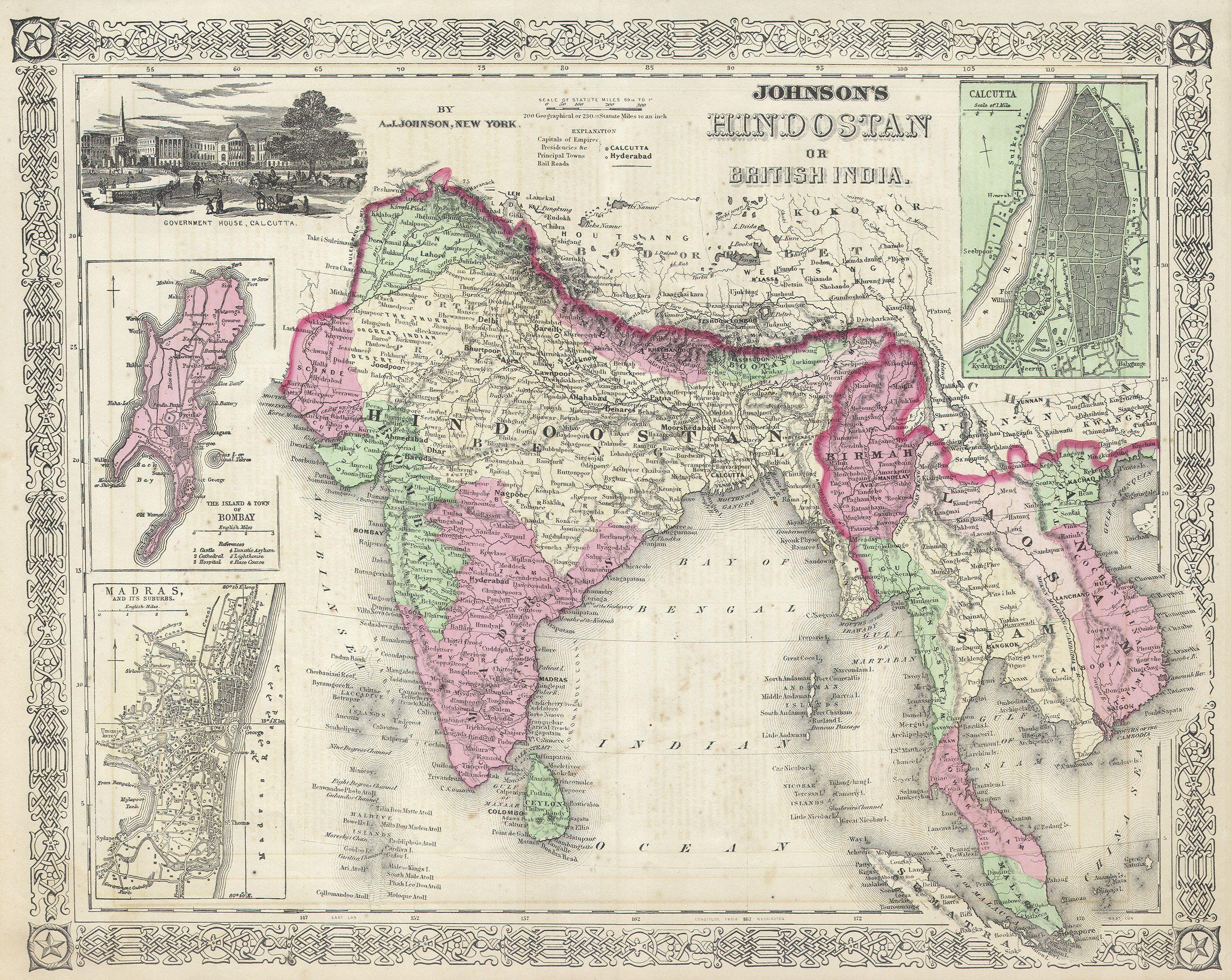
نقشهٔ هندوستان در سال ۱۸۶۴؛ اطلاق نام هندوستان بر این سرزمین

هندوستان (هندی: हिन्दुस्तान، اردو: ہندوستان، Hindustān) نامی است فارسی برای هند که در معنای گسترده‌تر برای سرتاسر شبه‌قاره هند به‌کار می‌رفته و بعدها در زبان هندوستانی (هندی-اردو) به‌عنوان یک نام بومی به‌کار گرفته شد.
پس از چندپارگی هند، کاربرد این نام در فارسی به عنوان مترادفی برای کشور هند امروزی و در برخی زبان‌های اروپایی به عنوان نام تاریخی کشور هند (جمهوری هند) ادامه پیدا کرد.
در معنای دوم، هندوستان یک اصطلاح ویژهٔ جغرافیایی در زبان‌های انگلیسی و هندی است که برای نامیدن سرزمین‌های جلگه سند و گنگ در شمال هند به‌کار گرفته می‌شود. اگرا و دهلی پایتخت‌های هندوستان بوده‌اند. بیشتر در دورهٔ گورکانی/تیموری بر حوزهٔ قلمرو آنها هندوستان گفته می‌شد.

## ریشهٔ واژه
هندوستان یک واژهٔ پارسی است. هند بر گرفته از کلمه سند است و «ستان» یا «استان» یا «استت» معنی ناحیه و سرزمین می‌دهد. فارسی باستان Hinduš. زبان اوستایی suffix -stān (cognate to Sanskrit "sthān", = "place")

## استفاده‌های امروزی
امروزه در پاکستان و ایران امروزی که پرچم و زبان گویش شباهتی زیادی دارد  افغانستان و بعضی جمهوری‌های شوروی سابق، به جمهوری هند هندوستان هم گفته می‌شود.

## حکومت
حکومت هند جمهوری فدرال است که هر کدام از ۲۵ ایالت آن مجلس مقننه خود را دارد.
پارلمان فدرال دارای دو مجلس است. یکی شورای ایالات (راجیاسابها) با ۲۵۰ عضو که ۱۲ نفر منتصب رئیس‌جمهور و ۲۳۸ نفر منتخب مجالس ایالات هستند.
یک سوم این شورا هر دو سال بازنشسته می‌شوند. مجلس دیگر پارلمان مجلس خلق است که ۵۴۲ عضو آن برای دوره‌ای پنج ساله با رأی تمامی افراد بالغ انتخاب می‌گردند و ۲ عضو که انتصاب می‌شوند.
رئیس‌جمهور را که دوره ریاستش پنج سال است هیئت انتخاباتی متشکل از پارلمان فدرال و مجالس ایالات برمی‌گزیند.
رئیس‌جمهور، نخست‌وزیر - که از پشتیبانی اکثریت مجلس برخوردار است - و شورای وزیرانی را انتصاب می‌کند که هر دو به مجلس پاسخگو هستند.
احزاب مهم سیاسی عبارتند از:
حزب کنگره (I) • جاناتادال (حزب خلق) • حزب بهاراتیا جاناتا (حزب خلق هند؛ هندوی راست‌گرا) • حزب کمونیست هند – مارکسیست • حزب کمونیست هند و تعدادی گروه‌بندیهای منطقه‌ای.

## جغرافیای هندوستان
از نظر تاریخی به دشت گنگ و فلات زیر رشته کوه‌های هیمالیای غربی و منطقهٔ رود یمنا هندوستان گفته می‌شده‌است. امروزه عبارت هندوستان در سرود ملی و سرودهای نظامی هند برای وطن‌پرستی به‌کار می‌رود.

### مردم
امروزه به مردم هند، صرف نظر از اینکه به چه منطقهٔ جغرافیایی تعلق داشته باشند، هندوستانی گفته می‌شود. به زبان هندی که با اردو تقریباً یکی است، زبان هندوستانی می‌گویند. یکی از محبوب‌ترین شخصیت‌های مردم هند، مهاتما گاندی است.

### زبان هندوستانی
این زبان برگرفته از کریبولوی و اردو و سانسکریت است و زبان رسمی ایالتهای دهلی - اوتار پرادش و اوتار خند و بیهار است.

### فرهنگ
فرهنگ هندوستانی در هند محبوبیت زیادی دارد، فیلم‌های سینمایی بالیوود بیانگر فرهنگ و زبان هندوستانی است.
هندوستان ۷۲ ملت شناخته شده دارد و به هندوستان سرزمین ۷۲ ملت گفته می‌شود.

### ورزش
بزرگ‌ترین و وسیع‌ترین زمین بازی کریکت جهان سال ۱۸۹۳ در هندوستان ساخته شد که در شهر چیل واقع در هیماچال در ایالت پرادش است و ۲۴۴۴ متر بالاتر از سطح دریا قرار دارد.

### بازی
بازی مار و پله در هندوستان خلق شد که نام اصلی اش موکشیات است.
پله‌ها به مثابه راهی برای رسیدن به خدا و مارها نیز همچون خطاهای انسانی در این مسیر شناخته شده‌است.
بازی شطرنج هم جزء بازی‌های هندوستان است.

## دین مردم هند
هندو، بودائیان، مسلمانان، مسیحیان، یهودیان، سیک، مَزدَیَسنا، زرتشتی ایران باستان